# Municipio de Martin (Nebraska)
El municipio de Martin (en inglés: Martin Township) es un municipio ubicado en el condado de Hall en el estado estadounidense de Nebraska. En el año 2010 tenía una población de 129 habitantes y una densidad poblacional de 1,27 personas por km².

## Geografía
El municipio de Martin se encuentra ubicado en las coordenadas 40°43′57″N 98°34′23″O / 40.73250, -98.57306. Según la Oficina del Censo de los Estados Unidos, el municipio tiene una superficie total de 101.84 km², de la cual 98,65 km² corresponden a tierra firme y (3,13 %) 3,18 km² es agua.

## Demografía
Según el censo de 2010, había 129 personas residiendo en el municipio de Martin. La densidad de población era de 1,27 hab./km². De los 129 habitantes, el municipio de Martin estaba compuesto por el 99,22 % blancos y el 0,78 % eran de una mezcla de razas. Del total de la población el 0 % eran hispanos o latinos de cualquier raza.